# Grand Prix international de Dottignies
Le Grand Prix international de Dottignies est une course cycliste féminine belge. Créé en 2002, elle est tout d'abord amateur avant d'intégrer le calendrier de l'Union cycliste internationale en 2005 en catégorie 1.1.  Elle redevient amateur en 2006 et 2007 avant de prendre la catégorie 1.2 en 2008. Elle est restée dans cette catégorie depuis lors. La course, longue d'environ 120 kilomètres se déroule à Dottignies, dans la Province de Hainaut. Elle fait partie du challenge Lotto Cycling Cup, une sorte de coupe de Belgique de cyclisme féminin.
L'édition 2019 est annulée par manque de signaleurs à moto.
Le Ronde de Mouscron peut être vue comme un successeur à la course.

## Palmarès
| Année | Vainqueur              | Deuxième             | Troisième                 |                  |
| ----- | ---------------------- | -------------------- | ------------------------- | ---------------- |
| 2002  | Alessandra Cappellotto | Anja Nobus           | Vera Koedooder            |                  |
| 2003  | Baukje Doedee          | Debby Mansveld       | Evy Van Damme             |                  |
| 2004  | Olga Sljussarewa       | Tanja Schmidt-Hennes | Valentyna Karpenko        |                  |
| 2005  | Nicole Cooke           | Katie Brown          | Oenone Wood               |                  |
| 2006  | Oenone Wood            | Sigrid Corneo        | Suzanne de Goede          |                  |
| 2007  | Giorgia Bronzini       | Rochelle Gilmore     | Regina Schleicher         |                  |
| 2008  | Marianne Vos           | Kirsten Wild         | Grete Treier              |                  |
| 2009  | Sarah Düster           | Trixi Worrack        | Chantal Blaak             |                  |
| 2010  | Kirsten Wild           | Giorgia Bronzini     | Monia Baccaille           |                  |
| 2011  | Emma Johansson         | Monia Baccaille      | Annemiek van Vleuten      |                  |
| 2012  | Monia Baccaille        | Emma Johansson       | Alona Andruk              |                  |
| 2013  | Vera Koedooder         | Iris Slappendel      | Sanne van Paassen         |                  |
| 2014  | Giorgia Bronzini       | Shelley Olds         | Lucy van der Haar         |                  |
| 2015  | Roxane Fournier        | Chloe Hosking        | Pascale Jeuland           |                  |
| 2016  | Giorgia Bronzini       | Marta Bastianelli    | Roxane Fournier           |                  |
| 2017  | Jolien D'Hoore         | Chloe Hosking        | Jelena Erić               |                  |
| 2018  | Marta Bastianelli      | Elisa Balsamo        | Pascale Jeuland-Tranchant |                  |
| 2019  | annulé/abandonné       | annulé/abandonné     | annulé/abandonné          | annulé/abandonné |